# Familia Zóbel de Ayala
Los Zóbel de Ayala son una familia filipina de ascendencia germano-española, fundadores de Ayala y Compañía (hoy Ayala Corporation) y del Premio Zóbel. La familia desciende por línea directa de Jacobo Zóbel y Zangroniz (1842-1896) y de Trinidad de Ayala (1856-1918). Ayala y Compañía traza sus orígenes hasta la Casa Roxas, una alianza de negocios establecida en 1834 entre Domingo Róxas (1792-1843) y Antonio de Ayala (1803-1876).

## Historia
Los antepasados de Ayala provenían de la provincia de Álava, en el País Vasco, en donde Juan Larrazábal Ayala (circa 1475) era un importante terrateniente. Son primos cuartos de la duquesa de Alba. El antepasado migrante Antonio de Ayala navegó desde Andalucía hasta Manila en el siglo XIX. Allí estableció una alianza industrial con Domingo Roxas, y más tarde con el doctor Johannes Andreas Zobel, un farmacéutico alemán de Hamburgo, que se asentó en Manila en 1832. Róxas era descendiente de un inmigrante español que provenía de México, Antonio Fernández de Roxas, de Acapulco, que emigró a Filipinas en 1695 como uno de los primeros colonos.
El clan Róxas había residido en Filipinas desde el siglo XIX. Históricamente, la familia era conocida por sus contribuciones socioeconómicas y culturales al país, como el primer sistema ferroviario en el siglo XX, estableciendo la institución financiera más antigua del sudeste asiático, así como la construcción de los primeros puentes de acero de Filipinas. Poseyeron el primer avión privado de Filipinas, el cual nombraron Prima Zobelina.
El clan Ayala-Róxas comenzó cuando, en 1844, Antonio de Ayala se casó con Margarita Roxas, hija de su socio Domingo Roxas, quien era descendiente de una familia alemana si bien algunas fuentes indican que sería descendiente de una inmigrante mexicano, Antonio Fernández de Roxas de Acapulco, quien se asentó en Filipinas en 1695.
El doctor Johannes Andreas Zobel era un farmacéutico dano-germano que emigró a Manila y estableció el primer laboratorio químico de Filipinas en 1834. Su hijo Jacobo Zobel y Zangroniz, el primer Zobel nacido en Filipinas, se casaría con Trinidad de Ayala, la hija de Margarita Roxas de Ayala. Los hijos de Jacobo y Trinidad -Enrique (1877-1943), Alfonso (1877-1882), Fernando (1876-1949) y Margarita (1881-1963)- usarían el apellido "Zóbel de Ayala" en lugar de "Zóbel y Ayala". De esta forma, preservaron y perpetuaron sus raíces maternas españolas y vascas. De esta manera, sus descendientes decidieron seguir su ejemplo.

## Línea de sangre
Domingo Róxas (1792-1843) casado con María Saturnina Ubaldo
- Margarita Róxas (1826-1869)[1] casada con Antonio de Ayala (1803-1876)
  - Camilla de Ayala casada con Andrés Ortiz de Zarate[1]
  - Carmen de Ayala casada con Pedro Pablo "Perico" Róxas (1847-1912)
    - Consuelo Róxas de Ayala
    - José Róxas de Ayala
    - Margarita Róxas de Ayala
    - Pedro Róxas de Ayala
    - Antonio Róxas de Ayala

  - Trinidad de Ayala (1856-1918) casada con Jacobo Zobel y Zangroniz (1842-1896)[1]
- José Bonifacio Róxas (1834-1888) casado con Juana de Castro
  - Pedro Pablo Róxas (Perico) (1847-1912)
- Mariano Róxas

### Árbol genealógico
Trinidad de Ayala (1856-1918) casada con Jacobo Zóbel y Zangroniz (1842-1896)
- Fernando Antonio Zóbel de Ayala (1876-1949)[1]
- Enrique Zóbel de Ayala (1877-1943) casado con Consuelo Róxas de Ayala (1877-1908); casado con Fermina Montojo (1881-1966)[1]
  - Jacobo Zóbel de Ayala y Róxas (1902-1971)[1][2] casado con Ángela Olgado; casado con Sachiko Morita[3]
    - Enrique J. Zóbel (1927-2004) casado con Rocío Urquijo (1935-2009); casado con Dee Anne Hora
      - Jacobo Santiago (Santi) U. Zóbel (1954-1965)
      - Mercedes (Dedes) U. Zóbel
        - Ava Pessina Zóbel

      - Iñigo U. Zóbel casado con Maricris Cárdenas
        - Bianca C. Zóbel casada con Christopher Warns, biznieto de Vicente Madrigal de Filipinas
        - Paola C. Zóbel casada con Santiago de Laborde, de Argentina
        - Jacobo C. Zóbel casado con Lara Reynolds
        - Natalia C. Zóbel
        - Rocío C. Zóbel

  - Alfonso Zóbel de Ayala y Róxas (1903-1967) casado con Carmen Pfitz Herrero (1909-1999)[1]
    - María Victoria Zóbel de Ayala[1] casada con Juan Antonio Vallejo-Nágera (1926-1990)
      - Alejandra Vallejo-Nágera
      - Iñigo Vallejo-Nágera
      - María Vallejo-Nágera

    - Jaime Zóbel de Ayala casado con Beatriz Miranda Barcón.[1]  Ex-embajador de Filipinas en El Corte de San Jaime / Inglaterra
      - Jaime Augusto Zóbel de Ayala II[1] casado con Elizabeth Eder, biznieta de  Santiago Eder de Colombia
        - Mariana E. Zóbel de Ayala casada con Danel Cavestany Aboitiz, de Cebú y Madrid
        - Jaime Alfonso E. Zóbel de Ayala casado con Margarita Aboitiz, de Cebú
        - Eugenia E. Zóbel de Ayala
        - Mercedes E. Zóbel de Ayala

      - Fernando Zóbel de Ayala[1] casado con Catherine "Kitkat" Silverio 
        - Natasha Consuelo S. Zóbel de Ayala
        - Katya S. Zóbel de Ayala
        - Sylvia S. Zóbel de Ayala
        - Fernando Álvaro S. Zóbel de Ayala

      - Patricia Zóbel de Ayala casada con Juan Enrique de Herrera García Moriyón, casado con  Alonso Halffter Caro.  Ex-embajadora de Filipinas en Mónaco
      - Beatriz Susana (Bea Jr.) Zóbel de Ayala casada con Juan Urquijo, ex-gerente de Tabacalera
      - Cristina Zóbel de Ayala casada con Ignacio Suárez de Puga Fontes
      - Mónica Zóbel de Ayala casada con Guillermo Pla Otáñez
      - Sofía Zóbel de Ayala casada con Francisco Elizalde, hijo de Pamen Roxas, descendiente de la misma familia Roxas de Batangas

    - Alfonso Zóbel de Ayala, Jr.[1]

  - Mercedes Zóbel de Ayala y Róxas (1907-2005) casada con Joseph McMicking (1908-1990)[1]
  - Matilde Zóbel de Ayala y Montojo[1] casada con Luis Albarracin Segura
  - Consuelo Zóbel de Ayala y Montojo (1914-1990)[1] casada con James D. Alger (1912-1986)
  - Gloria Zóbel de Ayala y Montojo[1] casada con Ricardo Padilla Satrustegui
    - Georgina Padilla casada con Luis Mac-Crohon y Garay[4]
    - Alejandro Padilla

  - Fernando Zóbel de Ayala y Montojo (1924-1984)[1][5]
- Alfonso Zóbel de Ayala[1] (1877-1882) (gemelo de Enrique)
- Margarita Zóbel de Ayala[1] (1881-1963) casada con  Antonio Melian y Pavia. Conde de Peracamps. (1879-1956)[6]
  - Sylvia Melian Zóbel
  - Leopoldo Melian Zóbel
  - Eduardo Melian Zóbel
  - Raúl Melian Zóbel
  - Elena Melian Zóbel (1915-1925)
  - Alfredo Melian Zóbel (1916-1991) casado con Almudt Schmidt (1921-1946) casado con Mary Dolores Randolph Magda (1926)
    - Cristóbal Melian Schmidt (1946) casado con Marianne Heiberg (1945-2004)
    - Arturo Melian Randolph (1957)
    - Victoria Melian Randolph (1958-2021) casada con Luis Marsans Astoreca (1952-2004)
    - Eugenia Melian Randolph (1960)
    - Sylvia Melian Randolph (1962)
- Gloria Zóbel de Ayala[1]

## Corporación Ayala
Los Zóbel de Ayala se encuentran entre los pocos filipinos que enumera la revista Forbes de las personas más ricas del mundo. La familia posee y controla la Corporación Ayala, el conglomerado más antiguo y más grande del país que incluye el Banco de las Islas Filipinas, Ayala Land Inc., la Compañía de Aguas de Manila, y Globe Telecom, una de las redes móviles más grandes de Filipinas. También es responsable del desarrollo de grandes áreas de Makati City en un distrito de negocios central y de sus zonas residenciales entre la década de los 40 y los 60. Los Ayala convirtieron el dentro de Makati City en lo que hoy se conoce como Distrito Ayala, un distrito compuesto por el Centro Ayala y sus calles aledañas (Avenida Ayala, Avenida Makati, Paseo de Roxas & Sen. Gil Puyat Ave.), que hoy en día abarca la capital financiera de Filipinas, Makati City. Las zonas residenciales incluyen Forbes Park, Dasmariñas Village, Bel-Air Village, San Lorenzo Village, Urdaneta Village, San Antonio Village, Magallanes Village, Ayala Westgrove Heights y Anvaya Cove.
En 2001, Ayala adquirió el desarrollo de las 54 hectáreas del Bonifacio Global City. También posee otros procesos de promoción inmobiliaria e industrial en otras zonas de Luzón, Visayas y Mindanao entre las que se incluyen varias alianzas comerciales en banca, construcción y ciencias de la información.
El grupo de manufacturación electrónica de los Ayala, Integrated Microelectronics, Inc. (IMI), empezó en 1980 como una pequeña compañía de varios centenares de empleados. A día de hoy, es una de las cincuenta primeras empresas que manufacturan productos electrónicos en el mundo. Tiene un total de once lugares de fabricación: cinco en China, tres en Filipinas, uno en Singapur, Bulgaria y Estados Unidos. Sus oficinas de ventas se encuentran en Filipinas, China, Singapur, Japón, los Estados Unidos y Alemania.

## Servicio público
- En 1929, Enrique Zóbel de Ayala estableció el premio Zóbel para reconocer las mejores obras escritas en español en Filipinas.
- La Fundación Ayala ha ayudado a la preservación y el desarrollo de la herencia cultural y los negocios del país.
- La Fundación Consuelo fue establecida por Consuelo Zóbel Alger. Opera y apoya programas en Hawái y en Filipinas para prevenir y tratar la explotación infantil y de mujeres.

## Legado y honores
- El Colegio De La Salle-Santiago Zóbel se nombró por Jacobo Santiago "Santi" Zóbel (1954–1965), el hijo mayor de Enrique J. Zóbel y Rocío Urquijo.
- "Jaime Zóbel de Ayala y familia" están entre las tres familias filipinas que la revista Forbes enumera como las "Familias Más Ricas del Mundo".
- El Premio al Logro de Antiguos Alumnos de Harvard de 2007 fue otorgado a Jaime Augusto Zóbel de Ayala presidente, de la Corporación Ayala. Es el mayor honor de la Escuela de Negocios de Harvard. Zobel fue el primer filipino y el alumno más joven en recibirlo, por su liderazgo excepcional en los negocios.
- A Jaime Zóbel de Ayala se le concedió la Legión de Honor filipina con rango de Gran Comandante el 24 de diciembre de 2009.

## Miembros destacados
- Enrique Zóbel de Ayala †
- Fernando Zóbel de Ayala y Montojo †
- Col. Jacobo Zóbel †
- Col. Joseph McMicking †
- Mercedes Zóbel McMicking †
- Consuelo Zóbel Alger †
- Enrique J. Zóbel †
- Jaime Zóbel de Ayala
- Jaime Augusto Zóbel de Ayala
- Fernando Zóbel de Ayala
- Cristóbal Melián Schmidh (Cristóbal Hara)